# Country Again: Side A
Country Again: Side A — пятый студийный альбом американского кантри-музыканта Томаса Ретта. Он был выпущен 30 апреля 2021 года на лейбле Big Machine (подразделение Valory Music Co.). Это первая часть двойного проекта. Вторая часть Country Again: Side B выйдет позднее в 2021 году. Альбом включает синглы «What’s Your Country Song» и «Country Again». Альбом дебютировал на десятом месте американского хит-парада Billboard 200, став для Ретта его пятым диском в его десятке лучших.

## История
Ретт был соавтором всех песен альбома. Большая часть сочинительства и работы над альбомом была сделана во время пандемии COVID-19, и Ретт назвал его «лучшей работой, которую я когда-либо делал». Он заявил, что в процессе создания этого альбома почувствовал больше вдохновения от традиционной музыки кантри, отметил музыкальное влияние Эрика Черча и сказал, что хотел «рассказать настоящую, честную историю от всего сердца». Он сказал, что этим альбомом он «просто пытался быть автором песен».

## Список треков
| №                   | Название                            | Автор(ы)                                                    | Длительность |
| ------------------- | ----------------------------------- | ----------------------------------------------------------- | ------------ |
| 1.                  | «Want It Again»                     | Томас Ретт Matt Dragstrem Josh Miller Josh Thompson         | 2:52         |
| 2.                  | «Growing Up»                        | Ретт Dragstrem Miller Thompson                              | 3:01         |
| 3.                  | «What's Your Country Song»          | Ретт Rhett Akins Jesse Frasure Ashley Gorley Parker Welling | 2:51         |
| 4.                  | «Where We Grew Up»                  | Ретт Miller Luke Laird                                      | 2:45         |
| 5.                  | «Heaven Right Now»                  | Ретт Akins Dragstrem Laird Laura Veltz                      | 3:48         |
| 6.                  | «To the Guys That Date My Girls»    | Ретт Akins Thompson Will Bundy                              | 3:01         |
| 7.                  | «More Time Fishin'»                 | Rhett Akins Thompson Bundy                                  | 3:05         |
| 8.                  | «Country Again»                     | Ретт Gorley Zach Crowell                                    | 3:41         |
| 9.                  | «Put It on Ice» (при участии Hardy) | Ретт Akins Dragstrem Thompson                               | 3:04         |
| 10.                 | «Blame It on a Backroad»            | Ретт Crowell Gorley                                         | 2:47         |
| 11.                 | «Ya Heard»                          | Ретт Akins Dragstrem Chase McGill                           | 3:03         |
| Общая длительность: | Общая длительность:                 | Общая длительность:                                         | 34:03        |

## Чарты

### Недельные чарты
| Чарты (2019)                             | Высшая позиция |
| ---------------------------------------- | -------------- |
| Австралия (ARIA)                         | 65             |
| Австралия (Country Albums, ARIA)         | 5              |
| Канада (Canadian Albums Chart)           | 13             |
| Шотландия (Scottish Albums Chart)        | 41             |
| Великобритания (UK Country Albums Chart) | 2              |
| США (Billboard 200)                      | 10             |
| США (Billboard Top Country Albums)       | 2              |